# 인터콘티넨털 익스체인지

인터콘티넨털 익스체인지(Intercontinental Exchange, Inc., ICE)는 2000년에 설립된 미국의 다국적 금융서비스 회사로 글로벌 금융 거래소 및 어음 교환소를 운영하고 모기지 기술, 데이터 및 상장 서비스를 제공한다. 포춘 500, S&P 500 및 러셀 1000에 상장된 이 회사는 금융 및 상품 시장 거래소를 소유하고 있으며 12개의 규제 거래소 및 시장을 운영하고 있다. 여기에는 미국, 캐나다, 유럽의 ICE 선물 거래소, 유럽의 라이프(Liffe) 선물 거래소, 뉴욕 증권 거래소, 주식 옵션 교환, OTC 에너지, 신용 및 주식 시장이 포함된다.
ICE는 또한 ICE Clear U.S., ICE Clear Europe, ICE Clear Singapore, ICE Clear Credit, ICE Clear Holland 및 ICE NGX 등 6개의 중앙 어음교환소를 소유하고 운영한다. ICE는 애틀랜타, 뉴욕, 런던, 시카고, 베드포드, 휴스턴, 위니펙, 암스테르담, 캘거리, 워싱턴 D.C., 샌프란시스코, 플레젠튼, 텔아비브, 로마, 하이데라바드, 싱가포르 및 멜버른에 사무실을 두고 있다.